# Katy Saunders
Katy Louise Saunders (Londres, Inglaterra; 21 de julio de 1984) es una actriz y modelo británica de ascendencia colombiana e italiana.

## Biografía
Nacida en Londres en 1984, de padre inglés y madre colombiana, se trasladó a muy temprana edad a Roma, donde estudió en un colegio inglés. Más tarde se matriculó en la Facultad de Economía de la Universidad Bocconi en Milán. 
Debutó en 2002 con la película "Un Viaggio chiamato amore", dirigida por Michele Placido, en la que desempeñó el papel de Sibilla Aleramo como joven. La popularidad le llegó gracias a la película de Luca Lucini "Tre Metri Sopra il Cielo", en la que interpretó a Babi, la joven de buena familia que se enamora del delincuente Step, interpretado por Riccardo Scamarcio. En el mismo año, desempeñó el papel de Valentina en la película "Che ne sarà di noi", dirigida por Giovanni Veronesi y escrita por Silvio Muccino. 
En 2005, apareció por primera vez en la miniserie de Rai Uno "Il Grande Torino" , dirigida por Angelo Vicari, en la cual desempeñó el papel de Susanna. 
En 2007 fue la protagonista, junto con Riccardo Scamarcio y Laura Chiatti de "Ho Voglia di Te", dirigida por Luis Prieto, tras el éxito de "Tre Metri Sopra il Cielo". En el mismo año, participó en el videoclip "Dalla Pelle al Cuore", de Antonello Venditti, en el que también aparece Giulia Elettra Gorietti, su hermana cinematográfica en "Tre Metri Sopra il Cielo" y "Ho Voglia di Te". 
El 30 de enero de 2023, su pareja, el actor sur coreano Song Joong-ki, da a conocer a través de una carta a sus fans que la pareja ha contraído matrimonio y que se encontraban ya esperando un hijo, anunciando así el embarazo de la actriz Katy Saunders. El 14 de Junio del mismo año, tuvieron su hijo, nacido en Roma, Italia.
El 8 de julio de 2024, la agencia de su esposo Song Joong-ki anunció que estaba embarazada de su segundo hijo. El 20 de noviembre, Song anunció el nacimiento de su hija.

## Trayectoria
Cine
- Virgin Territory - Hermana Maddalena (2008)
- Silk - Chica de la casa (2007)
- Ho voglia di te - Babi Gervasi (2007)
- L' Aria salata - Emma (2006)
- Sono io [cortometraje] (2006)
- Los Borgia - Giulia Farnese (2006)
- Tre metri sopra il cielo - Babi Gervasi (2004)
- Che ne sarà di noi - Valentina (2004)
- The Lizzie McGuire Movie - Joven #1 (2003)
- Un Viaggio chiamato amore - Sibilla Aleramo (2002)

Televisión
- Non smettere di sognare - Giorgia (2011)
- Il Grande Torino - Susanna (2005)
- Law & Order - Naomi (2004)

Videoclips
- Dalla pelle al cuore (2007)